# Montecito
Montecito is een plaats (census-designated place) in de Amerikaanse staat Californië, en valt bestuurlijk gezien onder Santa Barbara County.

## Bezienswaardigheden
- Casa del Herrero

## Demografie
Bij de volkstelling in 2000 werd het aantal inwoners vastgesteld op 10.000.

## Geografie
Volgens het United States Census Bureau beslaat de plaats een oppervlakte van
24,2 km², geheel bestaande uit land.

## Overleden in Montecito
- Paul Muni (1967)
- Robert Preston (1987)
- Suzy Parker (2003)
- Julia Child (2004)
- Jack Palance (2006)
- Evelyn Keyes (2008)
- Jonathan Winters (2013)
- Tab Hunter (2018)
- E. Duke Vincent (2024)